# 栗林次美
栗林 次美（くりばやし つぐみ、男性、昭和23年（1948年）2月25日 - ）は、日本の政治家。元秋田県大仙市長（3期）。元大曲市長（1期）。

## 人物略歴
秋田県大曲市出身。秋田県立横手高等学校から上智大学経済学部に進み、1970年（昭和45年）、同大学同学部の経済学科を卒業した。父は衆議院議員だった栗林三郎。
出版社ダイヤモンド・タイム社（現、プレジデント社）に入社して月刊誌『プレジデント』の編集や書籍の企画と宣伝を担当した。1976年以降は父栗林三郎および細谷昭雄衆議院議員の国会秘書を経て、1983年（昭和58年）、秋田県議会議員選挙に初出馬したが落選した。1987年4月の県議選では初当選を果たした。
1990年（平成2年）の第39回衆議院議員総選挙および1993年（平成5年）の第40回衆議院議員総選挙（秋田県第2区）に日本社会党より立候補したがいずれも落選した。1995年（平成7年）、秋田県議会の議員に復帰し、2003年（平成15年）4月、県議を辞職し、同年10月、大曲市市長選に立候補、当選して市長を1期務めた。
2005年（平成17年）3月、大曲市および仙北郡6町1村の（神岡町・西仙北町・中仙町・協和町・南外村・仙北町・太田町）が合併し「大仙市」が発足、これにともない大曲市長を失職、初代大仙市長を決める選挙が執行され、この選挙で栗林が当選して大仙市長となった。
2016年11月の時点では、2017年4月9日執行予定の市長選挙に4度目の当選を期して出馬表明をしたが、年明けの1月に体調を崩して療養に入ったことにより2月上旬に出馬を取りやめて市長を退くことを表明。その後、2月27日に「うつ病」と診断され、加療が必要という理由で任期満了を待たずに市長を辞職することを大仙市議会議長宛に届け出た。これにより大仙市議会が3月6日に臨時議会を開催して市長辞職を承認した。
2020年、旭日中綬章受章。